# 12,스마트
12,스마트(12,スマート じゅうに スマート[*])는 2011년 10월 12일에 발매된 모닝구무스메의 열두 번째 정규 앨범이다.

## 개요
- 다카하시 아이가 2011년 9월 30일의 졸업 전에 참가한 마지막 앨범이다.

## 수록곡

### CD
1. Give me 愛(ラブ)
작사, 작곡 : 층쿠 / 편곡 : 오쿠보 카오루
2. Only you
작사, 작곡 : 층쿠 / 편곡 : 오쿠보 카오루
3. シルバーの腕時計 (노래 : 다나카 레이나, 사야시 리호 / 랩 : 니이가키 리사, 미츠이 아이카)
작사, 작곡 : 층쿠 / 랩 작사 : U.M.E.D.Y / 편곡 : 오쿠보 카오루
4. 好きだな君が (노래 : 미치시게 사유미, 후쿠무라 미즈키)
작사, 작곡 : 층쿠 / 편곡 : 오쿠보 카오루
5. 怪傑ポジティブA
작사, 작곡 : 층쿠 / 편곡 : 히라타 쇼이치로
6. この愛を重ねて (노래 : 다카하시 아이, 니이가키 리사)
작사, 작곡 : 층쿠 / 편곡 : AKIRA
7. この地球の平和を本気で願ってるんだよ!
작사, 작곡 : 층쿠 / 편곡 : 히라타 쇼이치로
8. 彼と一緒にお店がしたい!
작사, 작곡 : 층쿠 / 편곡 : 오쿠보 카오루
9. My Way ~女子校花道~
작사, 작곡 : 층쿠 / 편곡 : 스즈키 슌스케
10. 乙女のタイミング (노래 : 미츠이 아이카, 이쿠타 에리나, 스즈키 카논)
작사, 작곡 : 층쿠 / 편곡 : 이타가키 유스케
11. OK YEAH!
작사, 작곡 : 층쿠 / 편곡 : 오쿠보 카오루
12. まじですかスカ!
작사, 작곡 : 층쿠 / 편곡 : 다쿠미 마사노리

### 초회한정반 사양
특전
- 포토 카드 2종 봉입

### 초회한정반
DVD
1. この地球の平和を本気で願ってるんだよ! (다카하시 아이 솔로 Ver.) Music Video
2. この地球の平和を本気で願ってるんだよ! (니이가키 리사 솔로 Ver.) Music Video
3. この地球の平和を本気で願ってるんだよ! (미치시게 사유미 솔로 Ver.) Music Video
4. この地球の平和を本気で願ってるんだよ! (다나카 레이나 솔로 Ver.) Music Video
5. この地球の平和を本気で願ってるんだよ! (미츠이 아이카 솔로 Ver.) Music Video
6. この地球の平和を本気で願ってるんだよ! (후쿠무라 미즈키 솔로 Ver.) Music Video
7. この地球の平和を本気で願ってるんだよ! (이쿠타 에리나 솔로 Ver.) Music Video
8. この地球の平和を本気で願ってるんだよ! (사야시 리호 솔로 Ver.) Music Video
9. この地球の平和を本気で願ってるんだよ! (스즈키 카논 솔로 Ver.) Music Video
10. 自信持って 夢を持って 飛び立つから / 다카하시 아이 (모닝구무스메) Music Video
11. 自信持って 夢を持って 飛び立つから / 다카하시 아이 (모닝구무스메) 메이킹 영상
12. 앨범 자켓 촬영 메이킹

## 참가 뮤지션
※괄호는 트랙 번호
- 코러스 부분 트랙1:오쿠보 카오루, 다카하시 아이, 니이가키 리사
- 코러스 부분 트랙2:오쿠보 카오루, 다카하시 아이, 가마다 고지
- 코러스 부분 트랙3:오쿠보 카오루, 다카하시 아이, U.M.E.D.Y
- 코러스 부분 트랙4:오쿠보 카오루, 미치시게 사유미, 가마다 고지
- 코러스 부분 트랙5:히라타 쇼이치로, 다카하시 아이
- 코러스 부분 트랙6:다카하시 아이, AKIRA, 니이가키 리사
- 코러스 부분 트랙7:다카하시 아이, 가마다 고지, 히라타 쇼이치로
- 코러스 부분 트랙8:오쿠보 카오루, 다카하시 아이, 가마다 고지
- 코러스 부분 트랙9:스즈키 슌스케, 다카하시 아이, 다카오 도시유키
- 코러스 부분 트랙10:이타가키 유스케, 다카하시 아이
- 코러스 부분 트랙11:오쿠보 카오루, 다카하시 아이
- 코러스 부분 트랙12:다카하시 아이, 가마다 고지, 다쿠미 마사노리

## 차트
- 주간최고순위 8위 (오리콘 차트)